# Peter Petersen (Politiker, 1904)
Peter Petersen (* 20. März 1904 in Arenholz; † 4. Juli 1989 ebenda) war ein deutscher Politiker (NPD). Er gehörte von 1967 bis 1971 zu den vier NPD-Abgeordneten im Landtag von Schleswig-Holstein. Von ca. 1930 bis 1945 war er Mitglied der NSDAP.

## Leben und Beruf
Petersen besuchte die Volksschule und machte die Ausbildung als Volksschullehrer. Er war Volkshochschullehrer, Junglandbundwart in Schleswig-Holstein und Landbundgeschäftsführer, danach Lehrer und danach Kreislandbundgeschäftsführer. Bis Ende des Zweiten Weltkriegs war er Kreisgeschäftsführer und Referent im Reichsnährstand in Goslar und Berlin. Ferner war er Landwirtschaftsrat und im Wehrdienst tätig. Nach dem Krieg arbeitete er als Bauer, auch nachdem er in den Schuldienst wieder einberufen wurde. Petersen war evangelisch, verheiratet und hatte sechs Kinder.

## Politik und öffentliche Ämter
Peter Petersen war Aktivist der Landvolkbewegung und hatte als solcher 1928 die schwarze Fahne der Landvolkbewegung entworfen. Als Landvolkaktivist trat er zum 1. Oktober 1931 der NSDAP bei (Mitgliedsnummer 682.339) und sprach nun als Parteimitglied auf den Protestkundgebungen der Landvolkbewegung. Für seine Vorträge im Namen der Partei erhielt er Geld In dem Film Stumpfe Sense - Scharfer Stahl; Bauern, Industrie und Nationalsozialismus erzählt Petersen von seinem Mitwirken in der Landvolkbewegung, wie er die schwarze Fahne entwarf und wie er von der NSDAP angeworben wurde. Außerdem wird deutlich, dass er seine völkische Gesinnung auch nach dem Krieg beibehalten hat und in keiner Weise seine Tätigkeiten für den NS-Staat bereute oder in Frage stellte. Danker und Lehmann-Himmel charakterisieren seine Grundorientierung zu jener Zeit als „exponiert / nationalsozialistisch“. Von 1959 bis 1965 war Petersen Mitglied der DG/GDP und Vorsitzender des Bundesagrarausschusses. 1965 wurde er Mitglied der NPD. Er war Gemeindevertreter, Vorsteher des Wasser- und Bodenverbandes Jübek sowie für agrar- und sozialpolitische Veröffentlichungen in Tageszeitungen zuständig. Von 1967 bis 1971 saß er als NPD-Vertreter im Landtag von Schleswig-Holstein.

## Veröffentlichungen
- Bauerntum : Darstellung der Agrarpolitik des Dritten Reiches, besonders des Reichserbhof- und Reichsnährstandsgesetzes für die deutschen Lehrer und Erzieher. Hirt, Breslau 1936.
- De Buur steit op! Een Spill in verr Biller. Hamburg 1936.
- Landvolk und Landarbeit : Lehrbuch für ländliche Berufsschulen. Hirt, Breslau 1939.
- Der Bauer und die sozialen Fragen der Zeit. Reichsnährstand, Berlin 1940.
- Fliegender Sand. Aus dem Leben eines Bauernjungen für das Bauerntum im 20. Jahrhundert. 2., erweiterte Auflage. Nordland-Verlag, Norderstedt 1985.